# Sędziszów Małopolski
Sędziszów Małopolski est une ville de la voïvodie des Basses-Carpates, dans le sud-est de la Pologne. Elle est le chef-lieu de la gmina de Sędziszów Małopolski, dans le powiat de Ropczyce-Sędziszów. Sa population s'élevait à 7 481 habitants en 2012.